# Slide-Fifty
Slide-Fifty é uma banda estoniana de rock alternativo formada em 2000 na cidade de Tartu.

## Integrantes
- Sander Loite – vocal e baixo
- Martin Kuut – vocal e guitarra
- Robert "Robi" Vaigla – guitarra
- Kallervo Karu – bateria